# Elecciones generales de Guyana de 1968
Las elecciones generales de Guyana de 1968 se celebraron el 16 de diciembre del mencionado año, siendo los primeros comicios desde la independencia del país. Fueron adelantadas considerablemente debido a la caída del gobierno de coalición que lideraba el primer ministro Forbes Burnham. Se debía elegir a los 53 miembros de la Asamblea Nacional para un mandato de cinco años, a menos que, al igual que en este caso, se realizaran comicios adelantados.
En medio de fuertes acusaciones de fraude electoral, el oficialista Congreso Nacional del Pueblo (PNC), presidido por Burnham, obtuvo una aplastante y controvertida victoria, obteniendo oficialmente el 55.81% del voto popular y 30 de los 53 escaños, contra el 36.49% de su principal opositor, el Partido Progresista del Pueblo (PPP), liderado por Cheddi Jagan, que quedó segundo con 19 bancas. La Fuerza Unida, partido que había gobernado en coalición con el PNC los anteriores cuatro años, perdió tres de sus siete bancas, quedándole cuatro. La participación electoral fue del 85.10% del electorado registrado.
Con este resultado, Forbes Burnham retuvo el control del ejecutivo guyanés, iniciándose un largo régimen autoritario y fraudulento encabezado por su partido, que duraría hasta 1992.

## Contexto
En Guyana, país con conflictos étnicos habituales, las divisiones políticas habitualmente tenían que ver con motivos raciales. Los dos principales partidos políticos, el Congreso Nacional del Pueblo (PNC) y el Partido Progresista del Pueblo (PPP) recibían su apoyo principalmente de los sectores de la población de extracción africana e india, respectivamente, siendo los dos grupos mayoritarios del país. El tercer partido, de relativo poder electoral, era La Fuerza Unida, que había actuado como contrapeso en las elecciones generales de 1964, al formar una coalición con el PNC pese a que había recibido menos votos y escaños que el PPP, ayudando a Burnham a acceder al gobierno. Aparte de las tres anteriormente mencionadas, solo otra fuerza, el Partido Musulmán Unido de Guyana, presentó candidaturas, pero su peso electoral era muy débil, debido a su reducida base de votantes.
Desde la independencia en mayo de 1966, Burnham, cuyo partido no tenía una mayoría en el Parlamento, había estado gobernando el país mediante una alianza con Fuerza Unida. El 25 de octubre de 1968, sin embargo, el primer ministro solicitó al Parlamento adoptar una enmienda a la ley electoral y a la Constitución a fin de permitir que los ciudadanos guyaneses residentes en el extranjero votar en las elecciones nacionales. Este movimiento político despertó una considerable controversia en el país, pues tanto el PPP como Fuerza Unida veían en la reforma un intento de favorecer electoralmente al PNC, ya que la mayoría de los emigrantes pertenecían a la base de votantes del PNC, los descendientes de africanos. El debate con respecto a la reforma electoral hizo que el gobierno de coalición colapsara y dio como resultado la disolución del legislativo, y el adelanto de las elecciones generales al 16 de diciembre, cuando no estaban previstas sino hasta diciembre de 1969.
La disputa con respecto a al reforma se mantuvo en el centro de la campaña electoral, durante la cual Burnham hizo hincapié en los logros su gobierno: reducción de la discordia intercomunitaria, mayor ingreso per cápita, inauguración de nuevas carreteras, etc. Por otro lado, el Partido Progresista Popular fue puesto en desventaja, durante los meses anteriores a la elección, por su adopción de una línea marxista-leninista en un congreso que celebró en agosto de 1968. Esta postura, considerada extremista, afectó severamente las popularidad del partido y redujo su base de votantes.

## Resultados
La atmósfera en el día de la votación fue algo tensa. Como resultado, varias denuncias fueron presentadas por la dirigencia del PPP, que afirmó que había habido una serie de irregularidades, especialmente en el registro de votantes que residen en el extranjero. Todas estas acusaciones fueron, sin embargo, desestimadas por el Presidente de la Comisión Electoral. Obteniendo un resultado muy amplio a nivel nacional, el PNC obtuvo 34.429 votos en el extranjero (de 36.485 válidamente emitidos) contra 1.053 de Fuerza Unida y 1.003 del PPP. Esto, sumado a los más de 138.000 que recibió dentro del país, le valieron una controvertida mayoría absoluta en el Parlamento.
|  | 55.81 % |

|  | 36.49 % |

|  | 7.41 % |

|  | 0.29 % |

|  | 99.40 % |

|  | 0.60 % |

|  | 100.00 % |

|  | 85.15 % |